# Libeň (zámek)
Libeňský zámek je renesanční budova, v letech 1769–1770 rokokově upravená. Nachází se v Zenklově ulici č. 1/35 v Praze 8-Libni. V současnosti v něm sídlí úřad Městské části Praha 8. Zámek je chráněn jako kulturní památka.

## Historie

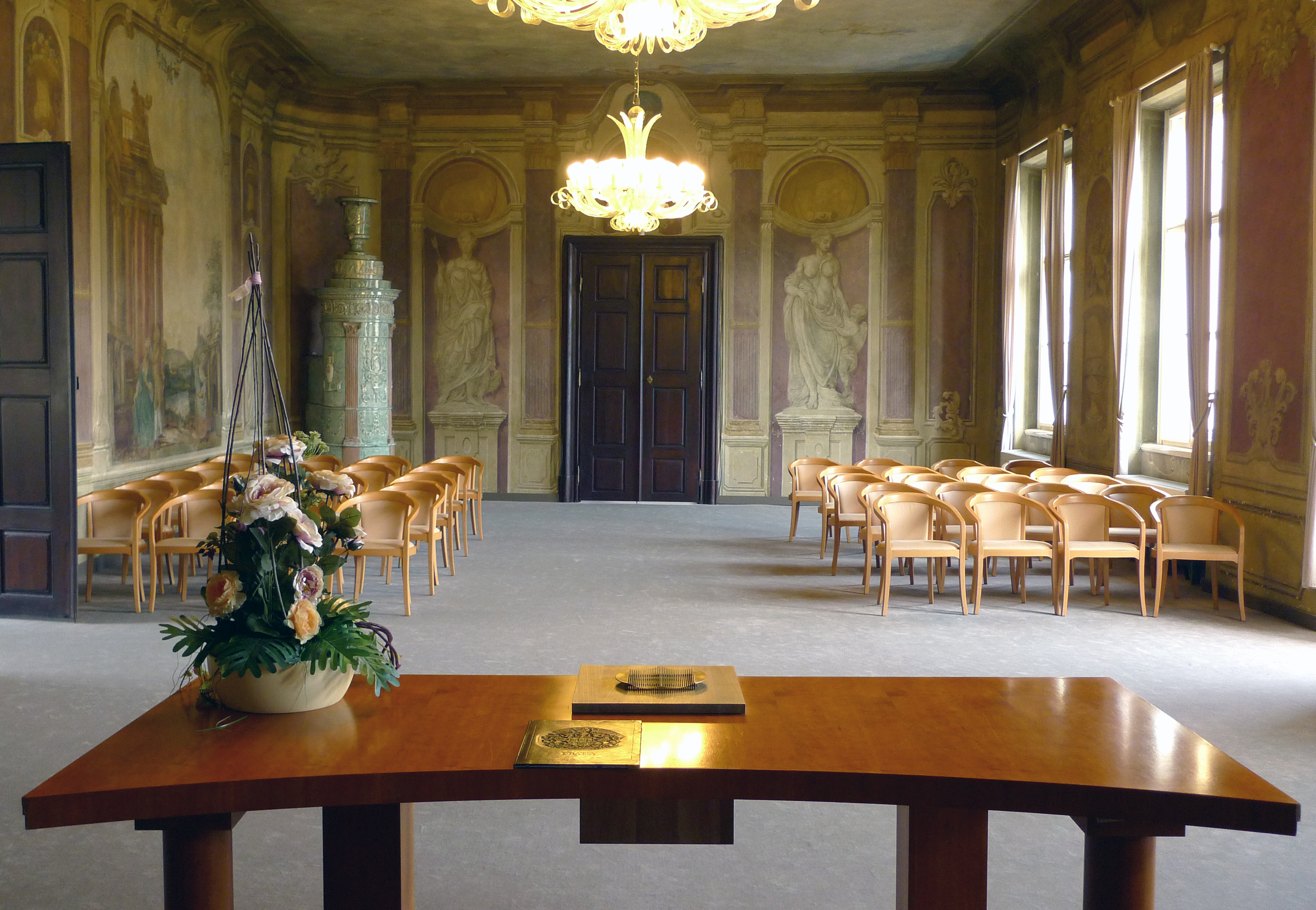
Svatební místnost

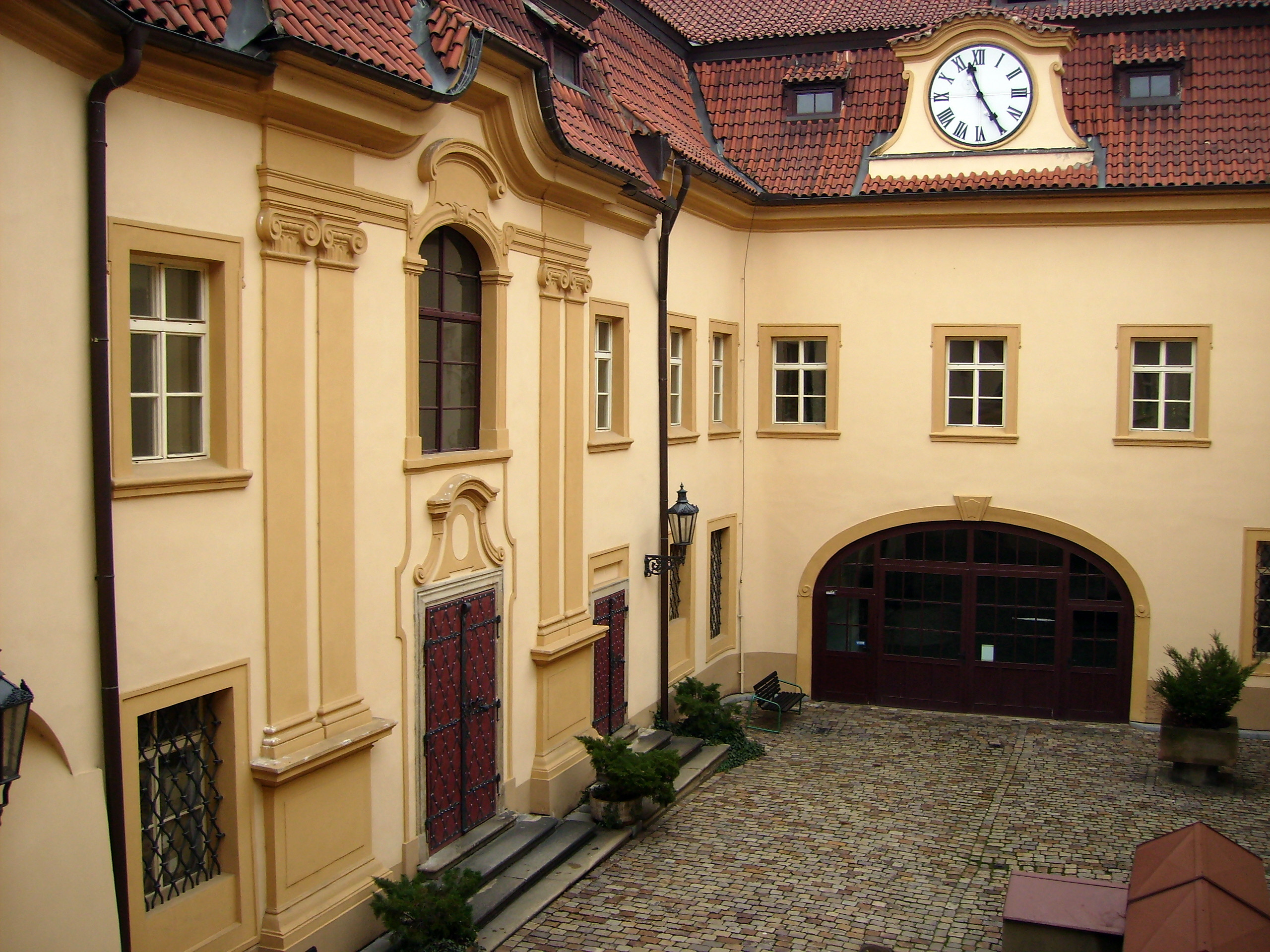
Nádvoří libeňského zámku s kaplí

Na místě dnešního zámku původně stávala gotická tvrz, z níž se dochovalo sklepení, přízemní zdivo jižní části a západní křídlo. Roku 1595 tvrz koupila Eliška Hoffmannová, která ji nechala přestavět na renesanční zámek zdobený sgrafity.
25. června 1608 byla v Libeňském zámku podepsána mírová smlouva mezi Rudolfem II. a jeho bratrem Matyášem, známá jako Libeňský mír.
Roku 1662 zámek zakoupilo Staré Město pražské a nechalo jej upravit v barokním slohu. Zámek sloužil jako letní sídlo staroměstských purkmistrů; z této doby se dochoval znak Starého Města nad vstupním portálem. Kromě toho zde byli ubytováváni významní hosté Starého Města, mj. Marie Terezie nebo císař Leopold II.
Další přestavba proběhla v letech 1769–1770 v rokokovém stylu pod vedením stavitele Jana Josefa Prachnera. Při ní byla vystavěna zámecká kaple Neposkvrněného početí Panny Marie sousedící se zadním dvorem. Kapli zdobí nástropní a nástěnné malby malíře Ignáce Raaba.
Význam zámku upadal po roce 1848. Byl používán jako špitál po morové epidemii a po bitvě u Hradce Králové roku 1866 jako lazaret. V letech 1882 a 1883 byl z iniciativy Vojty Náprstka přestavěn na první výchovný ústav pro mravně narušenou mládež v Čechách, jehož součástí byla i obecná škola. Tento ústav se později přestěhoval do dnešního zámku Vychovatelna.

## 20. století
Začátkem 20. století proběhly další stavební úpravy a okolo zámku byl vybudován park podle plánů Františka Thomayera, dnešní Thomayerovy sady se školní naučnou stezkou.
Až do druhé světové války jej vlastnil baronský rod Vandur. Po válce byl hlavní sál upraven jako svatební síň a v zámku byl zřízen Obvodní národní výbor Praha 8. Součástí areálu zámku je v Thomayerových sadech těsně při říčce Rokytce i Löwitův mlýn.

## Současnost
V současnosti zde sídlí část úřadu MČ Praha 8, nacházejí se zde například kanceláře starosty. Konají se zde svatby v obřadní síni i v zámecké kapli Neposkvrněného početí Panny Marie.